# Estadio Centenario Ciudad de Quilmes
Das Estadio Centenario Ciudad de Quilmes ist ein Fußballstadion in der argentinischen Stadt Quilmes. Es bietet Platz für 30.200 Zuschauer und dient dem Fußballverein Quilmes AC als Heimspielstätte. Das Estadio Centenario Ciudad de Quilmes bietet Platz für 30.200 Zuschauer, wobei die Kapazität bei Renovierungsarbeiten nur drei Jahre nach Fertigstellung auf die heute gültige Zahl erhöht wurde. Die Zuschauerplätzen verteilen sich in 26.000 Sitz- und 4.200 Stehplätze.

## Geschichte
Das Estadio Centenario Ciudad de Quilmes in Quilmes, einer Stadt in der Provinz Buenos Aires im Osten Argentiniens, wurde 1995 fertiggestellt und am 25. April des Jahres eröffnet. Zum ersten Spiel im neuen Stadion trafen sich der Quilmes AC und der uruguayische Club Nacional Montevideo zu einem Freundschaftsspiel. Am Ende hieß es 2:1 für den Gastgeber. Seit diesem Tag richtet der Verein Quilmes AC hier seine Heimspiele aus. Quilmes schaffte in seiner Vereinsgeschichte bisher einmal den Gewinn der argentinischen Fußballmeisterschaft (Metropolitano 1978). Zudem gewann der Verein fünfmal den Titel der zweiten Liga in Argentinien, der Nacional B. Aktuell spielt Quilmes AC in der Primera División, der höchsten Spielklasse im argentinischen Fußball, nachdem man in der Spielzeit 2009/10 den Wiederaufstieg perfekt gemacht hatte.
Bis 2016 war die Anlage nach dem früheren Präsidenten des Quilmes AC, José Luis Meiszner, benannt. Meiszner war in den FIFA-Korruptionsfall 2015 verwickelt und wurde im Dezember des Jahres verhaftet. Daraufhin änderte der Verein unter dem neuen Präsident im August 2016 den Namen der Spielstätte.